# マルクス経済学
マルクス経済学（マルクスけいざいがく、英: Marxian economics）は、カール・マルクスの主著『資本論』において展開された、諸カテゴリー及び方法論に依拠した体系である。
マルクスは、アダム・スミス、デヴィッド・リカードらのいわゆるイギリス古典派経済学の諸成果、殊にその労働価値説を批判的に継承し、「剰余価値」概念を確立するとともに、その剰余価値論によって資本の本質を分析し、同時に古典派経済学の視界を越えて、資本主義の歴史的性格をその内的構成から解明しようとした。
「マルクス経済学」「マルクス主義経済学」という用語は、ルドルフ・ヒルファディングの『金融資本論』序文（1909年）で登場したといわれる。

## 『資本論』の方法
マルクスが『資本論』で用いた方法は、資本主義社会全体の混沌とした表象を念頭におき、分析と総合によって資本概念を確定し、豊かな表象を分析しながら一歩一歩資本概念を豊かにしていくことを通じて、資本主義社会の全体像を概念的に再構成するという、分析と総合を基礎とする弁証法的方法である。
「表象された具体的なものから、ますますより希薄な抽象的なものに進み、ついには、もっとも単純な諸規定にまで到達するであろう。そこから今度は、再び後戻りの旅が始まるはずであって、最後に再び人口にまで到達するであろう。だが、次に到達するのは、全体の混沌とした表象としての人口ではなく、多くの諸規定と諸関連をともなった豊かな総体としての人口である」（マルクス『経済学批判序説』）。
これがマルクスが『資本論』で用いた「上昇・下降」といわれる方法、ヘーゲル弁証法の批判的継承とされているものの核心の一つである。そして、その方法の核心は、唯物論を基礎とする分析と総合による対象の概念的再構成である。
『資本論』のサブタイトルが「経済学批判」であるのは、当時の主流であった古典派経済学とそれを受け継いだ経済学（マルクスの謂いによれば「俗流経済学」）への批判を通じて自説を打ち立てたからである。マルクスが『資本論』において、古典派を批判したその中心点は、古典派が資本主義社会が歴史的性格を持つことを見ずに、「自然社会」と呼んで、あたかもそれを普遍的な社会体制であるかのように見なしたという点にある。すなわち、資本主義社会は歴史のある時点で必然的に生成し、発展し、やがて次の社会制度へと発展的に解消されていく、という「歴史性」を見ていないという。
マルクスは、『資本論』第1巻の「あとがき」において、このことをヘーゲル弁証法に言及しながら、こう述べた。「その合理的な姿態では、弁証法は、ブルジョアジーやその空論的代弁者たちにとっては、忌わしいものであり、恐ろしいものである。なぜなら、この弁証法は、現存するものの肯定的理解のうちに、同時にまた、その否定、必然的没落の理解を含み、どの生成した形態をも運動の流れのなかで、したがってまたその経過的な側面からとらえ、なにものによっても威圧されることなく、その本質上批判的であり革命的であるからである」。

## 労働価値説と剰余価値説
マルクスは、商品の価値はその生産に費された労働の量によって決まる、という古典派経済学の労働価値説を継承した。その上で、彼は、労働力の概念を導入し、剰余価値説を打ち立てた。そこで、彼は、資本家と労働者の間で売買されるのは労働ではなくて労働力であり、資本家は労働力を使って賃金分を越える価値を生み出すこと、その超過分である剰余価値こそ資本の利潤の源泉であることを明らかにした。

### 労働価値説
マルクスによれば、商品は二つの価値、すなわち消費することによって直接人間の役に立つ(消費者の精神的・肉体的欲求を満たす)という意味での使用価値 (use-value)、（つまり有用性）他の商品と交換可能であるという意味での、交換可能な他の商品との量的比率で表される交換価値 (exchange-value) を持つ。貨幣 (money) の一定量として表現された交換価値が価格 (price) である。この交換価値または価格の本質が、価値である。
商品生産社会においては、（存在する場合には貨幣媒介として）二つの商品が交換される際に、等価交換が原則となる。すなわち、人々は交換される二つの商品が等しい価値となるよう意識し、これが商品交換を規制する。したがって、価値とは、商品生産社会に必然的に発生する社会的観念である。
二商品が等価であるとは、何を基準として測られるのか。言い換えれば、価値の実体は何か。それは商品の生産に費やした労働の量、しかも、使用価値を生産するための労働の具体性を捨象した、単なる人間の労働力の支出としての抽象的人間労働の量である。この量は、客観的にその商品を生産するのに社会的平均的に必要な労働時間によって測られる。マルクス経済学は、商品の価値は、商品生産に必要な労働量によって客観的に決まるとする労働価値説を古典派経済学から継承している。
商品の価値は、物としての商品にあらかじめ備わる属性ではない。物としての商品に価値があらかじめ備わっているという考えが、マルクスが批判した商品の物神性である。マルクス経済学で扱う価値とは、物が商品として社会的に取り扱われたときに、社会から受け取る属性である。トマトが商品として300円で販売されれば、それは300円分の交換価値をもつ商品であると証明される。同じトマトが自家生産されて自分の家の食卓に消費対象として並んでいれば、本人の自己満足としての使用価値しか生ぜず、それは商品でもなく、従って経済的価値（交換価値）をもたない。300円でトマトは買えても、トマトで300円は買えない。この理由として、マルクスは、300円の価値のない物を300円で販売しているからであり、この差を搾取としている。その比を剰余価値率という。この理屈から、旧ソ連では憲法で「あらゆる形態における搾取の禁止」を謳っていた。
マルクス経済学では、価値＝貨幣ではない。発展した商品生産社会では、すべての商品の価値は貨幣の一定量によって表現されるが、このことは価値＝貨幣を意味しない。貨幣はいかなる商品とも交換可能であり、すべての商品の価値を表現できる一般的等価物である。ここから、貨幣そのものが価値である、とする観念が生まれる（貨幣の物神性）。
マルクスによる貨幣の説明は、どの商品も、自分の価値を単独で表現することはできず、等価関係におかれた他の商品の使用価値量でしか表現できない。ある商品の使用価値量でもって、他のすべての商品の価値を表現するとき、この特殊な役割の商品が貨幣となり、貨幣の役割をする商品には、他のすべての商品との交換可能性が与えられる。貨幣とは、社会の諸商品の価値を統一的に表現するために、ある商品に与えられた一般的等価物としての役割である。歴史的には、金 (gold) が貨幣の役割を担ってきた。貨幣に一般的等価物の役割を与えて、貨幣の使用価値量（金ならばその重量）でもって、他のすべての商品の価値を表現させ、価格表現を可能にさせるのは、商品生産社会である。したがって、貨幣も社会的産物である。
マルクス経済学における商品の価値とは、商品生産社会で必然的に発生する社会的観念である。等価交換の基準となる価値という社会的観念の存在は、商品の生産に必要な労働量によって、商品の交換価値または価格の変動が規制されることを意味する。これが価値法則である。貨幣商品の使用価値の一定量として、商品の価格として表現されるところの価値、直接には目に見えず価格として現象しながらも、価格の変動を規制する法則としての価値、これがマルクス経済学における価値である。
マルクス経済学では、近代経済学と違い、価値と価格を厳密に区別し、価値から貨幣と価格を説明する。

### 剰余価値説と平均利潤
労働価値説を前提とすれば、剰余価値は労働時間に比例して大きくなり、多くの労働力を使えば、多くの剰余価値を得ることになる。しかし、投下資本に対する利潤率は市場における競争の結果として平均的な水準に落ち着き、資本の大きさに応じて利潤量が決まる傾向がある。これを平均利潤といい、19世紀資本主義で経験された事実であった。この平均利潤の事実と剰余価値の理論が矛盾するとして問題になった。
同じ大きさの資本を、ある資本家は、生産手段に多く投下し、他の資本家は労働力に多く投下したとしても、両者が得る利潤は同量となる。資本家Aは生産手段に60・労働力に40を投下してシャツを生産し、資本家Bは生産手段に80・労働力に20を投下して綿布を生産したと仮定する。剰余価値率が100パーセント (％) ならば、資本家Aの下で生み出される剰余価値は40、資本家Bの下で生み出される剰余価値は20となり、Aの2倍になる。資本家Aが資本家Bの2倍の利潤を得るということはありえない。平均利潤率を30％とするなら、資本家Aも資本家Bも同額の資本100に対して同額の利潤30を得る。利潤は剰余価値と矛盾するように見える。これはリカードを悩ませた問題である。
マルクスは、生産性の低い資本家Aから生産性の高い資本家Bに、剰余価値が10だけ移転している、と説明する。資本家Aの取得する利潤は剰余価値40-10=30、資本家Bの取得する利潤は20+10=30、全体として見れば、総利潤=総剰余価値=60となり、価値法則は貫徹されることになる。剰余価値と利潤の食い違いは、見かけ上の矛盾にすぎない。この外観上の矛盾が理論の矛盾とされ、のちに転形問題として議論される。
平均利潤が成立する条件は、部門間の資本移動を可能とする自由競争であり、20世紀になって独占が形成され、自由競争と部門間の資本移動が困難となったもとでは、平均利潤が成立する条件は失われているという見解が、マルクス経済学の中にある（見田石介『価値および生産価格の研究』）。

## 資本の有機的構成と利潤率の傾向的低下
資本の有機的構成の高度化に伴う利潤率の傾向的低下の法則を指摘し、恐慌の根拠について考察を加えた。
マルクスは、資本主義経済では、必然的に、資本の有機的構成が高度化するように運動し、その結果、利潤率が低下すると論じた（資本論第3巻13-15章）。
資本の有機的構成が高度化するのかについては、以下のように説明される(資本論第1巻10,23章第2節)。他の資本家が従来の生産技術を用いているあいだに新技術を導入した資本家は、従来より短い労働時間の産物を従来の価値で売ることができるので、通常の剰余価値を上回る特別剰余価値を獲得できる。しかし、新技術が普及すれば、価値はふたたび労働時間どおりに計算されるので、特別剰余価値は消滅する。新技術は、一般に手作業を機械に置き換えるものであるから、不変資本cに比して可変資本vを少なくする。よって、c/vの値は傾向的に大きくなる。マルクスは、利潤獲得を目指す個別資本の行動は、長期的には、利潤率を低めるとして、そこに資本主義の矛盾をみた。

## 窮乏化法則
マルクスは『資本論』第1巻「資本の蓄積過程分析」で、資本主義のもとでは労働者階級の状態は悪化し、窮乏化（Verelendung)せざるをえないと論じた。

## その他のマルクス経済学の特徴
- 資本を独自の運動法則を持つ主体と捉え、資本家を資本の運動を担う、資本という経済的カテゴリーの人格化と規定した。
- 失業者は産業予備軍（= 相対的過剰人口）として資本によって再生産されているとした。
- 再生産の諸条件について、再生産表式を用いて検証した。
- 産業資本と商業資本からなる現実資本と、利子生み資本、架空資本または擬制資本の間の乖離を指摘し、景気変動についてのリアルな分析を行った。
- 古典派経済学の三位一体的定式（trinity formula）を退けた。
- 株式会社というものを、実体としての資本家の存在を消滅させるが故に「消極的な資本の揚棄」として評価し、労働者が株主であるような生産協同組合を「積極的な資本の揚棄」がなされたものとした[4]。

## マルクス以後のマルクス経済学
マルクスが分析の対象として『資本論』で理論化したのは、当時最も発展した資本主義国であった19世紀イギリス資本主義で、20世紀以後飛躍的に発展した資本主義を十分に捉えてはいないという時代的制約がある。
マルクス以後のマルクス経済学の著作としては、20世紀初頭では、ルドルフ・ヒルファーディングの『金融資本論』や、レーニンの『帝国主義論』がある。
1970年代以降は、フランスのレギュラシオン理論のほか、カナダ・イギリスのジェラルド・コーエンやアメリカのジョン・ローマーらによる分析的マルクス主義などがある。

## 歴史観
歴史観では、ヘーゲルの弁証法とフォイエルバッハの唯物論を採り入れた唯物史観を唱え、下部構造（経済的要因、つまり生産力と生産関係の矛盾）が上部構造（政治体制など）を変化させる動因とした。資本主義の矛盾は、その延命のための帝国主義、第三世界への搾取の激化（従属理論）、政府と金融が独占資本と協調して危機を管理する国家独占資本主義などを生むとした。現在（第一次世界大戦以降）の資本主義は国家独占資本主義であると規定される。
最終的に資本主義はその内在する矛盾によって社会主義革命を誘発し、労働者階級のプロレタリア独裁を経て階級のない共産主義に必然的に至ると考えた。現実には資本主義が未発達または発達途上段階の旧ソ連、中国、ベトナム、ラオスなどで社会主義革命が起きている。

## 日本でのマルクス経済学
日本では、マルクス経済学の学派は、大きく分けて次の4つである。
- 正統派（現在は講座派の流れをくむものが多い）
- 宇野学派 - 資本主義経済が次第に陳腐化し自ら社会主義革命の条件を準備するという歴史の弁証法を採用するマルクス主義の立場に対して、宇野弘蔵は経済の好不況の循環メカニズムを学問的に解明するのに止める純粋経済学の立場を提唱した。
- 市民社会派（レギュラシオン派）
- マルクス数理経済学派

日本では、経済学は長く「近代経済学」と「マルクス経済学」に分かれ、歴史的にはマルクス経済学の影響が強いという側面があった。
早稲田大学、慶應義塾大学、東京商科大学ではマルクス派が主流とならなかった一方で、東京・京都の旧帝国大学の経済学部ではマルクス派が多数派となった。戦前の東京・京都帝大経済学部は、マルクス派、皇国経済学派、リベラル派の三つ巴であったが、戦後になって右翼系の経済学者が戦争責任を負わされる形で大学を追放されることとなり、その後任に左翼系のマルクス派が主流となる人事が実行された。
日本の経済学界では戦後しばらく講座派、労農派らによるマルクス経済学が主流で、終戦直後の傾斜生産方式による戦後復興は、マルクス経済学者有沢広巳の発案である。
冷戦終結後の日本は、社会主義国の崩壊の影響で大学でマルクス経済学を学ぶ学生が激減し、旧帝国大系の経済学部で近代経済学へ移行がみられた。マルクス経済学側でも「社会経済学」「政治経済学」と名称を変えて退潮を阻止しようと試みている。2022年時点で「マルクス経済学」の名称は、慶應義塾大学、大阪市立大学にある。
日本の経済史の分野においては、経済の有機的類型化の把握手法と経済体制の発展と矛盾の弁証法的記述において、研究が続けられている。

## 批判
マルクス経済学への批判は、オイゲン・フォン・ベーム＝バヴェルク『マルクス体系の終結』（1896年）はじめ、ルートヴィヒ・フォン・ミーゼスやフリードリヒ・ハイエクによる批判がある。